# Ailurops
Ailurops är ett släkte i familjen klätterpungdjur (Phalangeridae) med två arter. Arterna förekommer på den indonesiska ön Sulawesi (Celebes) och mindre öar i samma region, till exempel på Talaud Islands.
Arterna är:
- Sulawesikuskus (Ailurops ursinus), förekommer på Sulawesi och mindre öar i närheten.[2]
- Ailurops melanotis, lever på Talaud Islands och kanske även på Sangiheöarna.[3]

## Beskrivning
Dessa djur når en kroppslängd mellan 56 och 61 centimeter och därtill kommer en ungefär lika lång svans. Vikten är 7 till 10 kg. Den tjocka pälsen är grå-, brun eller svartaktig på ryggen och vitaktig på buken. På grund av sina framåtriktade ögon, sin korta nos och sina små avrundade öron påminner de om björnar.
Arterna lever på träd i tropiska regnskogar upp till 400 meter över havet. Som anpassning till detta levnadssätt har de en gripsvans och två motsättliga fingrar vid varje hand. De rör sig ganska långsamt. På grund av sin näringsfattiga bladdiet har de liksom koalan och sengångarna utvecklat ett energisparande levnadssätt. Merparten av dagen sover eller vilar de. Annars letar de efter föda eller vårdar pälsen. Aktiviteten är inte avhängig någon viss tid på dygnet, utan kan vara aktiva vid ljus eller mörker. I motsats till andra klätterpungdjur lever individerna inte ensamma utan i par eller i mindre grupper med tre till fyra medlemmar.
Förutom blad äter de frukter och knoppar.
Det är inte mycket känt om fortplantningen. Honan parar sig ett eller två gånger per år och föder ett ungdjur eller sällan tvillingar åt gången. Ungen lever sina första åtta månader i pungen och stannar sedan en längre tid i moderns närhet.
I Indonesien är arterna fredade men tjuvjakt förekommer och dessutom hotas de av förstöringen av levnadsområdet. IUCN listar Ailurops ursinus som sårbar och Ailurops melanotis som akut hotad.